# 新赫爾馬尼亞

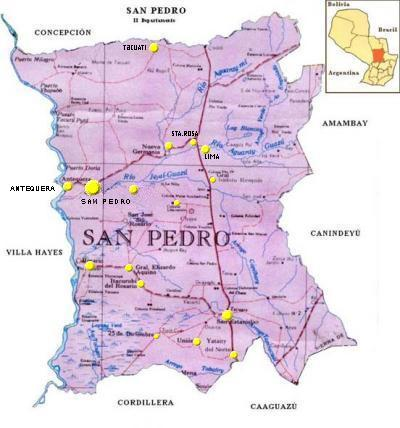

新赫爾馬尼亞（西班牙語：Nueva Germania），是巴拉圭的城鎮，位於該國中部，由聖佩德羅省負責管轄，始建於1887年8月23日，面積20,002平方公里，海拔高度132米，2008年人口4,335，人口密度每平方公里15.9人。